# Teal Swan

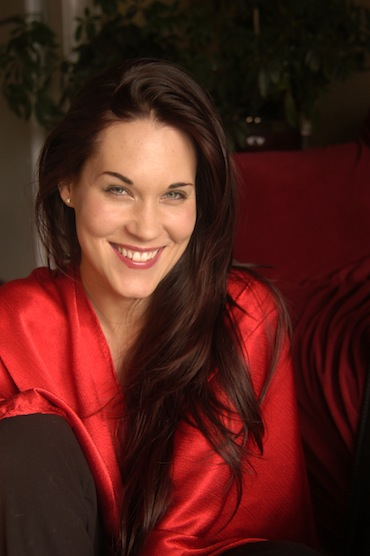
Teal Swan (2011)

Teal Swan (* 16. Juni 1984 in Santa Fe, New Mexico als Mary Teal Bosworth) ist eine amerikanische Autorin, die sich selbst als spirituelle Lehrerin versteht. Sie lebt in einer Community in Utah und betreibt das Philia Center, ein Schulungs- und Meditationszentrum in Atenas, in Costa Rica. Außerdem gibt sie Workshops in den USA und in Europa.

## Leben
Teal Swan wuchs in Logan (Utah) bei ihren Eltern zusammen mit einem Bruder auf. Nach eigenen Angaben wurde sie mit außersinnlichen Fähigkeiten wie Hellsehen, Hellfühlen, Hellhören geboren, habe daher früh die Aufmerksamkeit einer Sekte auf sich gezogen und in ihrer Kindheit rituellen Missbrauch überlebt. Sie wurde nach eigenen Angaben im Alter von 6 bis 19 von einem Freund der Familie missbraucht und vergewaltigt. Von der Sekte habe sie sich mit 19 Jahren lösen können
Auf ihrem YouTube-Channel hat sie zahlreiche, kontrovers diskutierte Videos zu Themen wie Beziehungen, Selbstliebe, Trauma-Arbeit, körperliche und psychische Krankheiten veröffentlicht.
Sie hat durch ihre Lehren über Suizid Schlagzeilen gemacht, nachdem ein Artikel der BBC berichtet hatte, eines ihrer Facebook-Mitglieder habe Selbstmord begangen. Teal Swan wies jede Schuld daran von sich und behauptete, sie habe schon viele Menschen vom Suizid abgehalten.
Sie war dreimal verheiratet und hat ihren Nachnamen von ihrem zweiten Ehemann.

## Lehre
Teal Swan lehrt, dass sich das menschliche Bewusstsein in verschiedene Anteile (parts) spalte, wenn man ein Trauma erfahren habe. Sie definiert Trauma als etwas für den Betroffenen Negatives, für das er keine Lösung finde und nicht damit umgehen könne. Durch verschiedene Prozesse wie „Parts Work Therapy“ würden diese abgespaltenen Teile in dem Betroffenen integriert, wodurch für mehr innerlichen Frieden gesorgt werde.
Ein weiteres Verfahren, das sie lehrt, ist der von ihr entwickelte Completion Process. Er greift verschiedene vorhandene Prozesse der Inneren-Kind-Arbeit auf und besteht aus 18 verschiedenen Schritten. In einem mehrtägigen Kurs bildet sie selbst Menschen zu „Completion Process Practitioners“ aus, andere durch diesen Prozess zu führen.

## Schriften
- The Sculptor in the Sky. Authorhouse 2011. ISBN 978-1-45674725-1
- Befreie dich durch Selbstliebe, (Shadows Before Dawn: Finding the Light of Self-Love Through Your Darkest Times, deutsch). 2. Aufl. Burgrain, Koha-Verl. 2015. ISBN 3-86728-297-8
- Den Schatten umarmen – Verletzungen der Seele heilen  (The Completion Process, deutsch). Burgrain, Koha-Verl. 2016. ISBN 3-86728-313-3
- Einsamkeit heilen. Die Ursachen erkennen und zu tiefer Verbundenheit finden (The Anatomy of Loneliness: How to Find Your Way Back to Connection, deutsch). Übers. von Elisabeth Liebl. Irisiana-Verl. 2019. ISBN 978-3-424-15359-0
- The Connection Process. A Spiritual Technique to Master the Art of Relationships. Archway Publishing 2018. ISBN 978-1-48086115-2
- Hunger of the Pine. Watkins Publishing, 2020